# Giuseppe Garampi

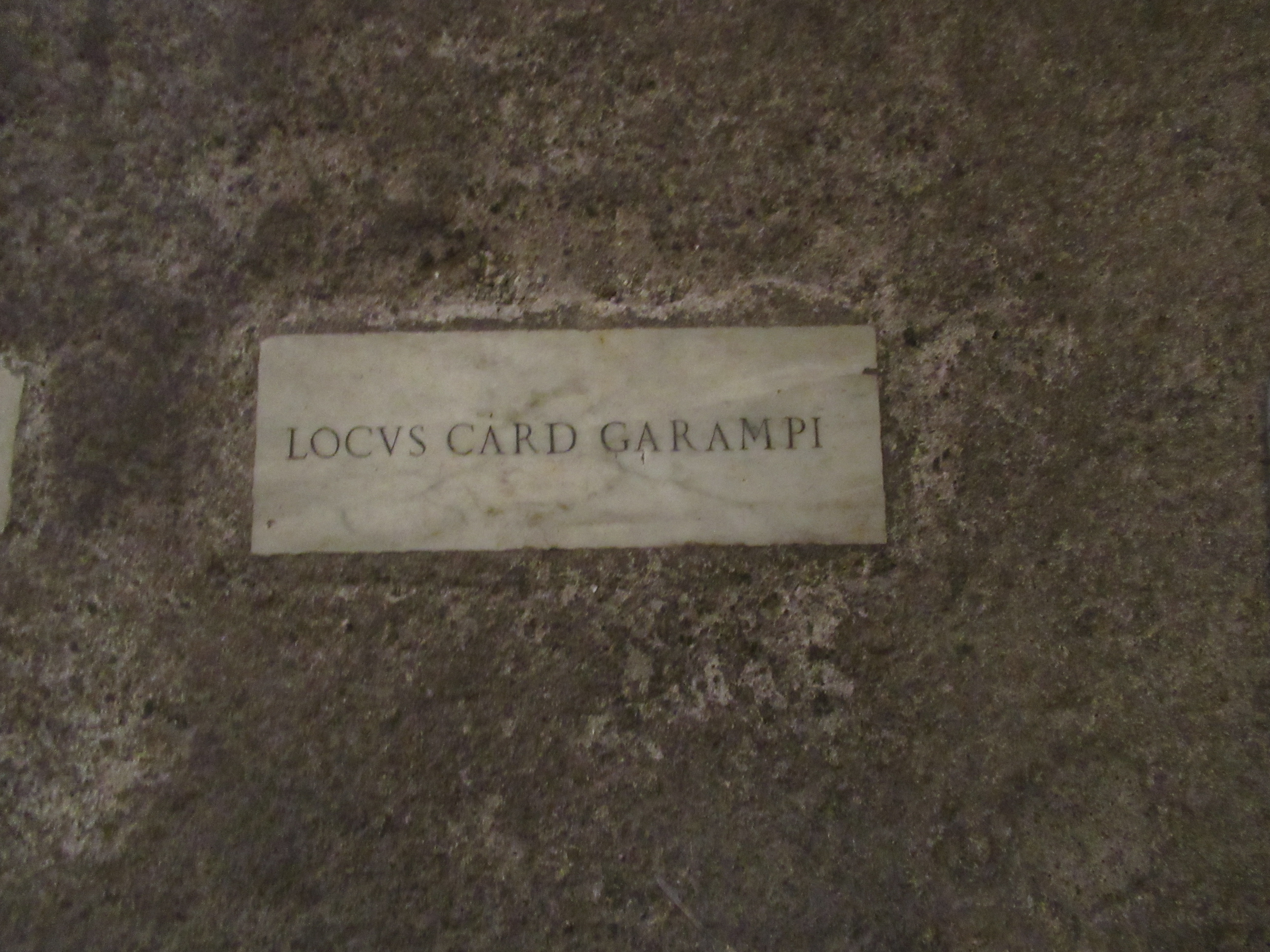
Una lapide a pavimento indica la sepoltura del cardinale Giuseppe Garampi, sotto la basilica dei Santi Giovanni e Paolo, oggi visitabile nelle Case romane del Celio.

Giuseppe Garampi (Rimini, 29 ottobre 1725 – Roma, 4 maggio 1792) è stato un cardinale, arcivescovo cattolico e numismatico italiano.

## Biografia
Giuseppe Garampi nacque a Rimini il 29 ottobre 1725, figlio secondogenito del conte Lorenzo Garampi e della marchesa Diamante Belmonti.
Egli iniziò i propri studi ecclesiastici nella scuola di Jano Planco e nel 1732 si recò in viaggio di studi a Firenze prima e a Modena poi ove conobbe Ludovico Antonio Muratori. Nel 1741, ritornato a Rimini, venne nominato vice custode della Biblioteca Gambalunghiana, ove ebbe modo di dedicarsi ampiamente allo studio di antichi codici. Poco dopo giunse a Roma ove papa Clemente XIV gli garantì poi per le proprie benemerenze di studioso erudito la laurea in utroque iure con breve pontificio del 16 gennaio 1772.
Ordinato sacerdote il 31 maggio 1749 divenne prefetto dell'Archivio Segreto Vaticano dal 1751 e prefetto degli archivi di Castel Sant'Angelo nel 1759. Prelato domestico di Sua Santità, divenne ciambellano privato del papa e segretario della cifra. Iniziò l'Orbis christianus, un'opera in 22 volumi che avrebbe dovuto narrare la storia di tutte le diocesi della Chiesa cattolica; l'opera, tuttavia, rimase incompiuta e non venne mai pubblicata: rimane il lavoro preparatorio, un grande schedario (organizzato in 125 volumi alla fine del XIX secolo) che è ancora oggi utilizzato con successo nella ricerca storica. Fu inviato quale diplomatico pontificio al congresso di Augusta nel 1761 per la conclusione della Guerra dei Sette Anni e, successivamente, fu rappresentante del papa all'incoronazione dell'Imperatore Giuseppe II d'Asburgo-Lorena nel 1764 a Francoforte.
Eletto arcivescovo titolare di Berito il 27 gennaio 1772, venne consacrato il 9 febbraio successivo dal cardinale Lazzaro Opizio Pallavicino. Nominato nunzio apostolico in Polonia dal 20 marzo 1772, divenne quindi assistente al trono pontificio dal 19 aprile 1772. Nunzio apostolico in Austria dal 16 marzo 1776, durante il suo mandato a Vienna dovette fronteggiare le riforme introdotte in gran parte da Giuseppe II. Cercò di contrastarne gli effetti con l'appoggio dell'alto clero ungherese. Il 20 maggio 1776 venne quindi nominato vescovo di Montefiascone e Corneto, col titolo personale di arcivescovo.
Papa Pio VI lo elevò al rango di cardinale nel concistoro del 14 febbraio 1785, ricevendo il titolo dei Santi Giovanni e Paolo il 3 aprile 1786.
Morì il 4 maggio 1792 all'età di 66 anni. La sua salma venne esposta e sepolta nella chiesa di Sant'Apollinare a Roma ove ebbero luogo anche i funerali. Il 16 novembre 1792 la sua salma venne trasferita e sepolta definitivamente nella sua chiesa titolare. In vita fu anche collezionista di testi antichi e lasciò al patrimonio della Biblioteca Gambalunghiana la sua collezione personale, consistente in 86 codici e 27 incunaboli.
Nel quartiere di Primavalle, a Roma, gli è intitolata una lunga via che in precedenza era la Via di Primavalle.

## Citazioni dagli scritti di Garampi
(Giuseppe Garampi, nunzio apostolico a Vienna, 1776)

## Genealogia episcopale e successione apostolica
La genealogia episcopale è:
- Cardinale Scipione Rebiba
- Cardinale Giulio Antonio Santori
- Cardinale Girolamo Bernerio, O.P.
- Arcivescovo Galeazzo Sanvitale
- Cardinale Ludovico Ludovisi
- Cardinale Luigi Caetani
- Cardinale Ulderico Carpegna
- Cardinale Paluzzo Paluzzi Altieri degli Albertoni
- Cardinale Gaspare Carpegna
- Cardinale Fabrizio Paolucci
- Cardinale Francesco Barberini
- Cardinale Annibale Albani
- Cardinale Federico Marcello Lante Montefeltro della Rovere
- Cardinale Lazzaro Opizio Pallavicini
- Cardinale Giuseppe Garampi

La successione apostolica è:
- Arcivescovo Michał Jerzy Poniatowski (1773)
- Vescovo Walenty Wołczacki, O.P. (1774)